# Michal Černák
Michal Černák, né le 1er septembre 2003 en Tchéquie, est un footballeur tchèque qui évolue au poste d'ailier droit au FK Jablonec.

## Biographie

### En club
Né en Tchéquie, Michal Černák est formé par le FK Jablonec. C'est avec ce club qu'il joue son premier match en professionnel, le 30 mai 2020, lors d'une rencontre de championnat face au SK Slavia Prague. Il entre en jeu et son équipe est battue par cinq buts à zéro.
Le 14 janvier 2022, Michal Černák signe un nouveau contrat professionnel avec le FK Jablonec, le liant au club jusqu'en juin 2023.

### En sélection
Michal Černák commence sa carrière internationale avec l'équipe de Tchéquie des moins de 16 ans, jouant un total de neuf matchs avec cette sélection entre 2018 et 2019, et marquant un but.
En septembre 2023, Michal Černák est convoqué pour la première fois avec l'équipe de Tchéquie espoirs par le sélectionneur Jan Suchopárek. Il joue son premier match avec les espoirs lors de ce rassemblement, le 7 septembre 2023 contre la Slovaquie. Il entre en jeu et participe à la victoire de son équipe en délivrant une passe décisive (2-0 score final). Titulaire pour la première fois avec les espoirs lors de sa deuxième apparition, le 12 septembre 2023 contre l'Islande, Černák est de nouveau l'auteur d'une passe décisive mais ne peut empêcher la défaite de son équipe malgré une prestation convaincante de sa part,.